# Fred Astaire
Fred Astaire (sinh ngày 10 tháng 5 năm 1899 - mất ngày 22 tháng 6 năm 1987) là một vũ công sân khấu kịch Broadway, biên đạo múa, ca sĩ và diễn viên từng giành được giải Oscar người Mỹ. Cuộc đời sân khấu và điện ảnh của ông kéo dài 76 năm, trong đó ông cho ra đời 30 bộ phim âm nhạc. Astaire có quan hệ đặc biệt với Ginger Rogers, người đóng 10 bộ phim cùng ông.
George Balanchine và Rudolph Nureyev đánh giá Astaire là một trong những vũ công xuất sắc nhất của thế kỷ 20 và ông cũng thường được thừa nhận là nghệ sĩ múa có tầm ảnh hưởng nhất trong lịch sử điện ảnh và âm nhạc truyền hình. Astaire được Viện phim Mỹ bầu là một trong những ngôi sao xuất sắc nhất trong lịch sử điện ảnh và được vinh danh trên Đại lộ Danh vọng Hollywood.
Ông qua đời vào ngày 22 tháng 6 năm 1987 vì bệnh viêm phổi ở tuổi 88. Ông được an táng tại Công viên Tưởng niệm Oakwood ở Chatsworth, California. Lời nói cuối cùng trước khi qua đời của ông gửi đến fan hâm mộ là "Cảm ơn những người hâm mộ đã ủng hộ tôi trong suốt những năm vừa qua"